# Alfred Sternthal
Alfred Sternthal (geboren am 25. September 1862 in Köthen; gestorben am 24. April 1942 in Chicago) war ein Dermatologe, Pionier der dermatologischen Strahlentherapie und Kämpfer für öffentliche Gesundheitspflege.

## Leben und Wirken
Alfred Sternthal war der Sohn des Weinhändlers Hermann Sternthal und Ida Adelheid Sternthal. Ein Jahr nach seiner Geburt zogen seine Eltern mit seinem Bruder Oscar nach Leipzig, während Alfred bei den Adoptiveltern seines Vaters blieb. 1868 wurde er in das Köthener Gymnasium eingeschult. Als 1871 sein Adoptivgroßvater starb, zog der damals neunjährige Alfred zu seinen Eltern nach Leipzig, wo er 1882 sein Abitur machte. Bereits 1879 wanderte sein Vater aus beruflichen Gründen in die USA aus, seine Mutter und sein jüngster Bruder Felix folgten etwas später. Alfred und sein Bruder Oscar blieben in Deutschland, wo sich Alfred seinem Medizinstudium widmete, Oscar wurde Schauspieler.
Während des Studiums lernte Alfred außerdem die Freundinnen Martha Löwenstein (geboren 1858) und Paula Edelstein (geboren 1869) kennen – die beiden wichtigsten Frauen in seinem Leben. Im November 1886 schloss er sein Studium ab, am 28. Februar des nächsten Jahres bekam er seinen Doktortitel, im Sommer desselben Jahres eröffnete er eine Praxis im Damm 12 in Braunschweig und verlobte sich mit Martha. Die Hochzeit fand am 22. November 1887 statt.
Ihr erstes Kind Friedrich Salomon Sternthal wurde am 27. November 1889 geboren. Am 16. November 1895 kam ihre Tochter Ilse Lea Sternthal auf die Welt. Im selben Jahr wurde ihm die Leitung des dermatologischen Landeskrankenhauses aufgrund seiner jüdischen Religion verwehrt.
1897 kehrten seine Eltern aus den USA nach Braunschweig zurück, während sein Bruder Felix in den USA blieb. Alfred trat im September dem deutschen Verein für Naturwissenschaften bei und kümmerte sich um die Organisation der Sektionveranstaltung der Dermatologen im Rahmen der „69. Versammlung deutscher Naturforscher und Ärzte“. Außerdem führte er in dem Jahr die Strahlentherapie in Braunschweig ein.
Gemeinsam mit dem Glasinstrumentenbauer Richard Müller-Uri arbeitete er 1900 an einem Patent DRGM 115874 Lupusröhre für elektrotherapeutische Behandlungen, mit deren Hilfe es möglich war, die Strahlung auch auf schwerzugängliche Körperstellen auszurichten.
Alfred begann 1902 mit öffentlicher Aufklärung in z. B. Schulen oder Kirchen um so Geschlechtskrankheiten zu bekämpfen, lange bevor Sexualkunde fester Bestandteil des Schulcurriculums wurde. Er engagierte sich sowohl in Braunschweig wie auch überregional in Organisationen zur Bekämpfung der Geschlechtskrankheiten.
Im Jahr 1905 wurde Alfred zum Oberarzt im Roten-Kreuz-Krankenhaus Braunschweig gewählt. Nach mehreren Umzügen innerhalb Braunschweigs kaufte die Familie 1908 eine Villa in der Hennebergstraße 14, in der er auch bis zu ihrer Emigration lebte.
Ihm wurde 1911 der Titel Sanitätsrat verliehen, doch das wurde durch Marthas Tod am 2. Juli überschattet. Um sich um die beiden Kinder zu kümmern zog daher im Dezember Paula Edelstein bei ihnen ein, die seit der gemeinsamen Studienzeit mit der Familie befreundet gewesen war.
Am 4. August 1914 verlobte sich Alfred mit Paula und heiratete sie am 27. September desselben Jahres. Zudem baute er 1914 ein Reservelazarett für geschlechtskranke Soldaten in der Karlstraße auf. 1918 sollte außerdem zum Professor ernannt werden, doch das ging im Chaos des Kriegsendes unter. Trotzdem wurde er 1932 zum Vorsitzenden des Vereins für Naturwissenschaften gewählt, was er aber im folgenden Jahr, wie auch viele andere Tätigkeiten, aufgrund der anti-jüdischen Maßnahmen der Nationalsozialisten aufgeben musste.

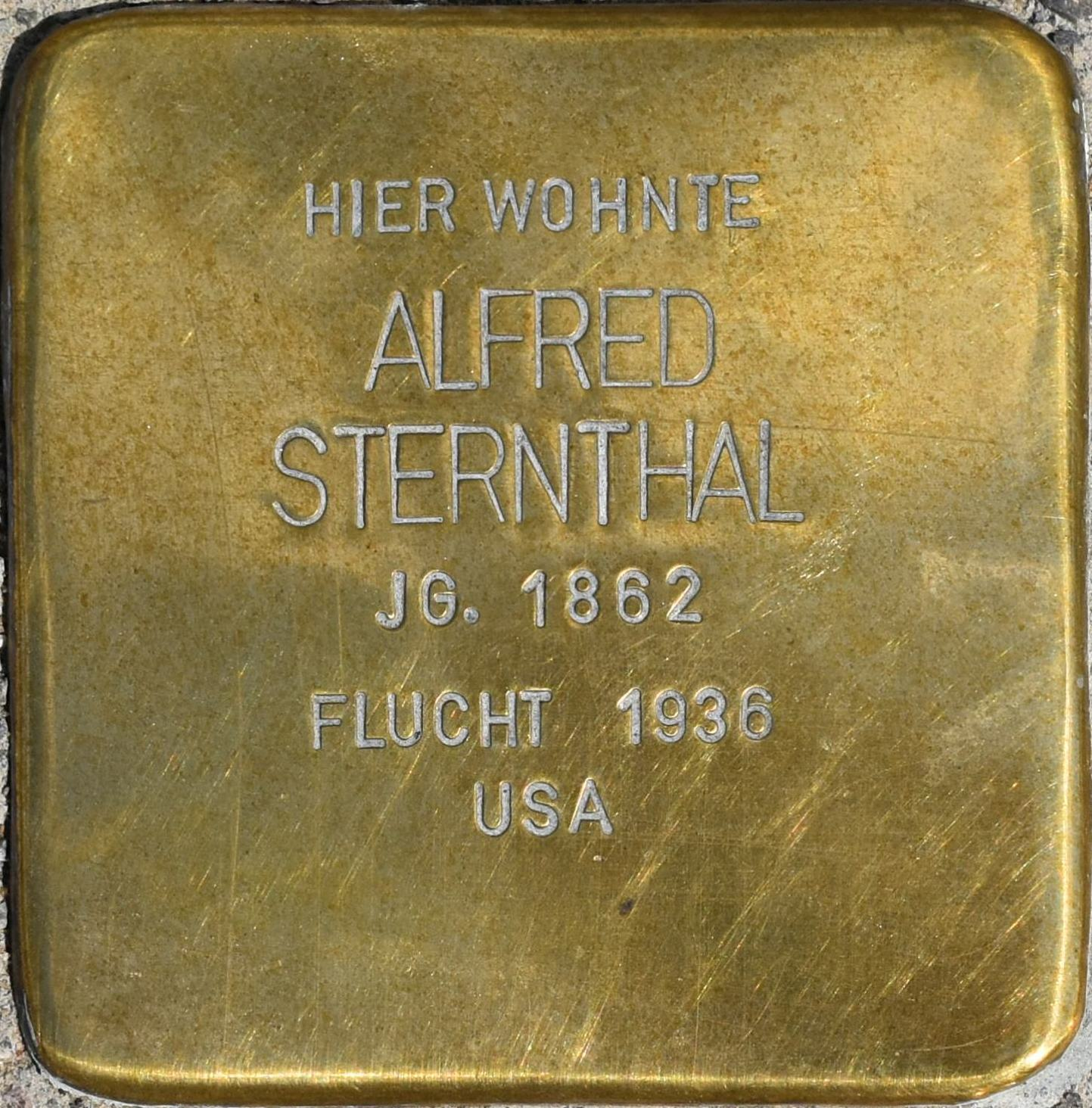
Stolperstein für Alfred Sternthal

Im Juli 1936 emigrierten Paula und Alfred in die USA (25 E Washington Street, Chicago), wo ist sein Bruder noch immer lebte und Ilse mit ihrer Familie bereit im Januar hin gezogen war. Sie verkauften ihr Haus und das Inventar, das wichtigste ließen sie per Schiff nach Chicago bringen. Dort wurde Alfred in die „Chicago Dermatologie Society“ aufgenommen.
Am 10. Januar 1942 stirbt Paula an zwei Herzinfarkten, drei Monate später stirbt auch Alfred am 24. April an einem Tumor im Bauchbereich.